# Louis Barral
Pour les articles homonymes, voir Barral.
Ne doit pas être confondu avec Luigi Barral.
Louis Barral (monégasque : Lui̍ Barral), né le 18 mai 1910 à Monaco et mort le 6 juillet 1999 dans la même cité-État, est un préhistorien, écrivain et lexicographe monégasque, auteur d'un dictionnaire franco-monégasque.

## Biographie
Louis Marius Barral naît le 18 mai 1910, à Monaco au no 4 de la rue Saige (quartier de La Condamine).
En 1934, il débute au Musée d'anthropologie préhistorique de Monaco dont il devient le conservateur. Il participe à de nombreuses fouilles. Il publie plusieurs ouvrages sur la préhistoire et l'histoire. En avril 1958, Louis Barral explore l'intérieur de la grotte du Vallonnet avec René Pascal, à la suite de la découverte fortuite de l'entrée de cette grotte par une enfant. En 1983, Il est le coauteur, avec Suzanne Simone, d'un dictionnaire français-monégasque. Ces travaux complètent le dictionnaire monégasque-français de Louis Frolla paru en 1963.
Il décède le 6 juillet 1999 à Monaco.